# Olympia Tower
Der Olympia Tower ist ein von 1970 bis 1972 gebautes 88 Meter hohes denkmalgeschütztes Hochhaus im olympischen Dorf im Olympiapark München. Es umfasst 19 Stockwerke.

## Beschreibung
Das Gebäude liegt am Helene-Mayer-Ring 4, Ecke Lerchenauer Straße, nordwestlich des Brundageplatz im Stadtteil Am Riesenfeld im Stadtbezirk 11 Milbertshofen-Am Hart. Es wurde von Günter Behnisch entworfen. Es gehört zum Original-Ensemble des olympischen Dorfs und steht damit unter Ensembleschutz (E-1-62-000-70) nach dem Denkmalschutzgesetz. Anfangs beherbergte es die IOC-Verwaltungszentrale, später wurde es von BMW als IT-Standort genutzt. Seit 2010 wird es als Wohngebäude mit 320 Einheiten genutzt.
Es ist momentan das achthöchste Gebäude in München und das höchste Wohnhaus der Stadt.